# Уитли (окръг, Кентъки)
Окръг Уитли (на английски: Whitley County) е окръг в щата Кентъки, Съединени американски щати. Площта му е 1153 km², а населението - 35 865 души (2000). Административен център е град Уилиямсбърг.